# Lärarhögskolan i Göteborg
Lärarhögskolan i Göteborg var en statlig högskola grundad 1962. Från mitten av 1970-talet var verksamheten placerad i byggnadskomplexet Pedagogen i Mölndal. Verksamheten överfördes 1977 till Göteborgs universitet.
Beteckningen Lärarhögskolan används fortfarande i viss mån för byggnaden Pedagogen och för lärarutbildningen vid universitetet. Förutom att detta är formellt felaktigt, så är det också missvisande, då lärarutbildningen vid Göteborgs universitet inte bedrivs vid en separat enhet, utan är integrerad i flertalet av universitetets fakulteter.